# This Is a Long Drive for Someone with Nothing to Think About
This Is a Long Drive for Someone with Nothing to Think About è il primo album discografico in studio del gruppo musicale alternative rock dei Modest Mouse, pubblicato nell'aprile 1996.
Il disco è stato pubblicato nei formati CD e vinile, con quest'ultimo contenente due tracce bonus.

## Tracce
Testi di Isaac Brock, musiche di Modest Mouse.
1. Dramamine – 5:42
2. Breakthrough – 4:06
3. Custom Concern – 4:28
4. Might – 1:31
5. Lounge – 6:33
6. Beach Side Property – 6:59
7. She Ionizes & Atomizes – 4:21
8. Head South – 4:22
9. Dog Paddle – 2:02
10. Novocain Stain – 3:42
11. Tundra/Desert – 5:24
12. Ohio – 6:01
13. Exit Does Not Exist – 4:57
14. Talking Shit About a Pretty Sunset – 5:50
15. Make Everyone Happy/Mechanical Birds – 6:04
16. Space Travel Is Boring – 1:53

Bonus tracks vinile
1. Edit the Sad Parts – 7:04
2. A Manic Depressive Named Laughing Boy – 5:03

## Formazione
Gruppo
- Isaac Brock - voce, chitarra, batteria (in 9)
- Jeremiah Green - batteria, basso (in 9)
- Eric Judy - basso, chitarra (in 9)

Altri musicisti
- Steve Wold - chitarra, mandolino, cori
- Brent Arnold - violoncello
- Nicole Johnson - voce (in 3, 7 e 8)
- Calvin Johnson - voce (in 8)